# Mifanwy: A Tragedy
Mifanwy: A Tragedy è un cortometraggio muto del 1913 scritto e diretto da Elwin Neame.

## Trama
Mifanwy sogna che un pescatore morto la stia chiamando e, così, muore anche lei.

## Produzione
Il film fu prodotto dalla Hepworth.

## Distribuzione
Distribuito dalla Hepworth, il film - un cortometraggio di 205,02 metri - uscì nelle sale cinematografiche britanniche nel gennaio 1913.
Si conoscono pochi dati del film che, prodotto dalla Hepworth, fu distrutto nel 1924 dallo stesso produttore, Cecil M. Hepworth. Fallito, in gravissime difficoltà finanziarie, il produttore pensò in questo modo di poter almeno recuperare il nitrato d'argento della pellicola.